# Famille Foullon
Pour les articles homonymes, voir Foullon.
La famille Foullon est une famille noble de parlementaires et d'administrateurs français de l'Ancien Régime originaire de l'Anjou.

## Origines
Cette famille est agrégée à la noblesse au XVIe siècle. La filiation suivie remonte à René Foullon, cité à partir de 1564 et mort en 1633 ou 1639, écuyer, seigneur de La Croix, greffier civil de la sénéchaussée de Saumur et de l'élection. La famille s'est désistée de toute prétention nobiliaire en 1667.
L'arrière petit-fils de René Foullon, Joseph-Honoré Foullon (1684-1754), écuyer, seigneur de Doué, Chaintré, La Boissière, subdélégué de l'intendant de Tours, demande avec son frère Jean-François à être réintégré dans la noblesse. Ils sont relevés de l'omission de la qualité d'écuyer en 1726 et confirmés nobles en 1739,.
Cette famille semble être éteinte, puisqu'elle ne figure pas dans le Catalogue de la noblesse française subsistante de Régis Valette.

## Personnalités
- Louis François Foullon, seigneur de Clesme, conseiller au siège présidial, maire de Tours en 1646.
- Joseph François Foullon (1715-1789), fils de Joseph-Honoré, tué au début de la Révolution française le 22 juillet 1789, intendant, maître des requêtes, baron de Doué et brièvement contrôleur général des finances.
- Joseph Pierre François-Xavier Foullon de Doué (1750-1828), fils du précédent, intendant de la généralité de Moulins, conseiller d'État.
- Eugène Joseph Stanislas Foullon d'Escotiers (1753-1835), frère du précédent, intendant de la Guadeloupe et de la Martinique.
- Honoré Charles Ignace Foullon (1756-1825), frère des  précédents, prêtre du diocèse de Cambrai et conseiller-clerc au Parlement de Paris.

## Portraits

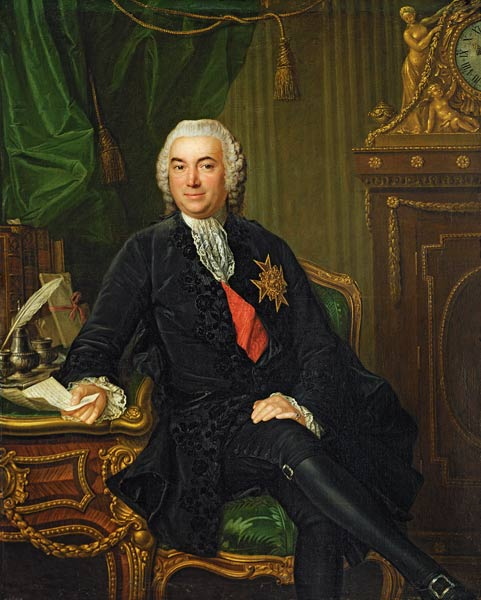
Joseph François Foullon de Doué (1715-1789).
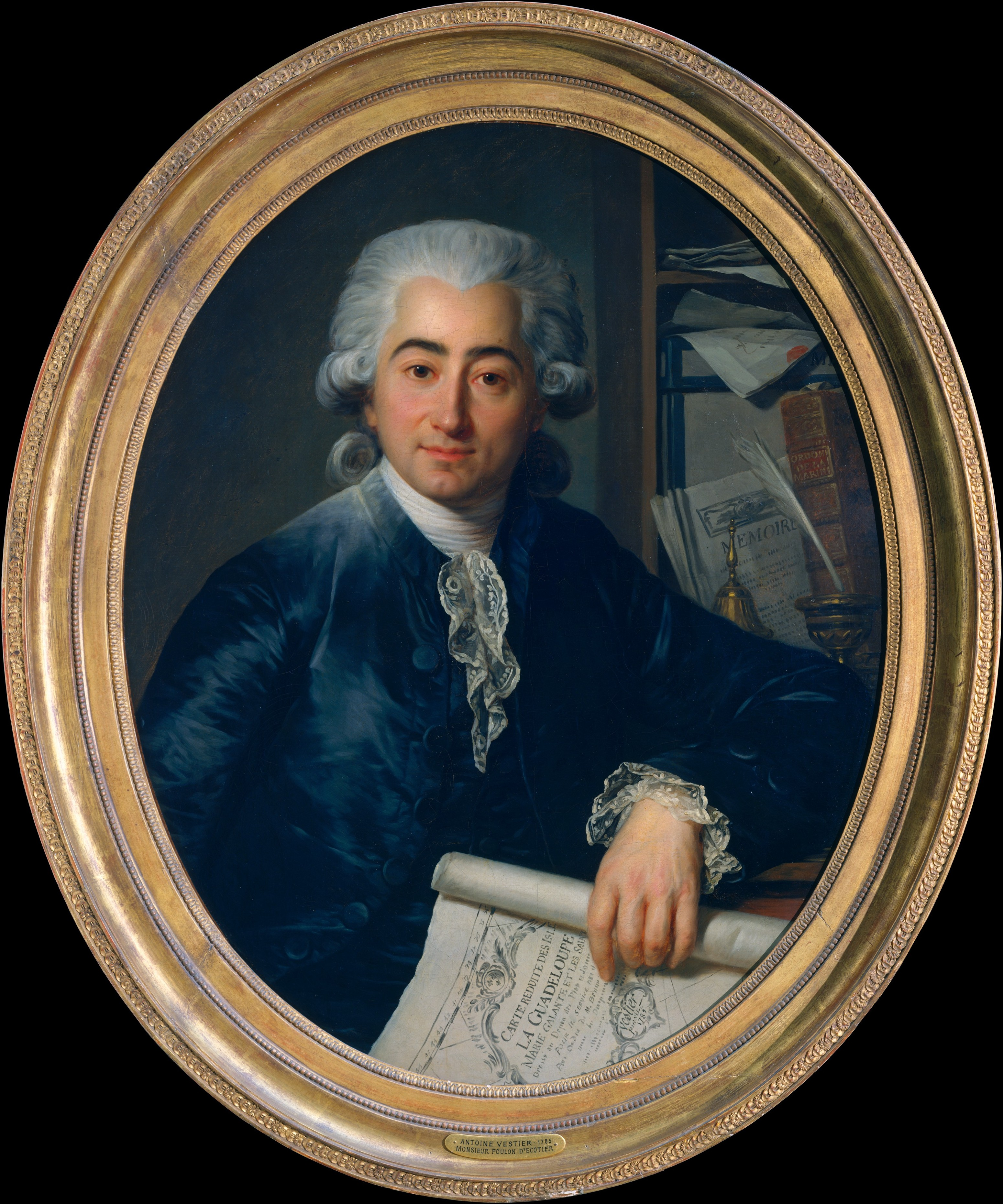
Eugène Joseph Stanislas Foullon d'Escotiers (1753-1835).
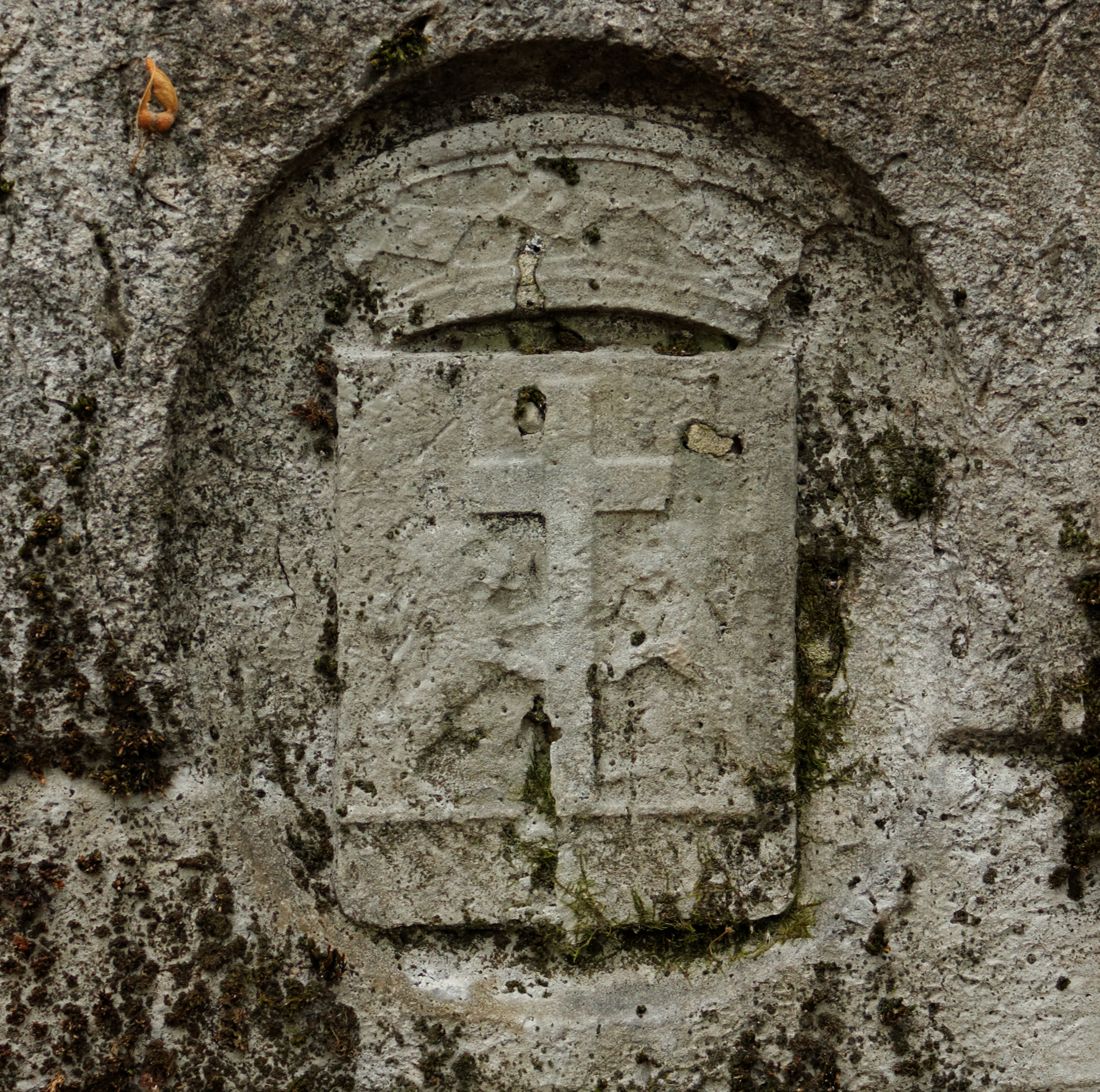
Blason des Foullon de Doué sur la tombe de Joseph Pierre François-Xavier Foullon de Doué.

## Héraldique
De gueules, à la croix haute d’argent, accostée de deux lions affrontés d’or, lampassés et armés de sable, soutenus d’une terrasse de sinople.
Autre blasonnement :
De gueules, à deux lions affrontés d'or, langués et onglés de sable, tenant dans leurs pattes de devant une croix de calvaire d'argent, fichée dans une terrasse de sinople.